# 大王大妃
大王大妃，是朝鮮王朝國王，尊封前前任國王王妃或前前前任國王王妃的封號。

## 概述
本來，大王大妃是前前任國王王妃的封號：
- 前任國王王妃稱王大妃
- 前前任國王王妃稱大王大妃

偶爾有前三代王妃共存之情形：
- 前任國王王妃稱大妃
- 前前任國王王妃稱王大妃
- 前前前任國王王妃稱大王大妃

## 參看
- 太后
- 王大妃
- 太皇太后
- 大院君